# Segona divisió espanyola de futbol 1952-1953
Resum de l'activitat de la temporada 1952-1953 de la Segona divisió espanyola de futbol.

## Grup Nord

### Clubs participants
| Club                         | Ciutat      | Estadi                |
| ---------------------------- | ----------- | --------------------- |
| Deportivo Alavés             | Vitòria     | Mendizorroza          |
| Real Avilés CF               | Avilés      | Las Arobias           |
| Club Barakaldo               | Barakaldo   | Lasesarre             |
| Burgos CF                    | Burgos      | Zatorre               |
| Caudal Deportivo             | Mieres      | El Batán              |
| SD Espanya Industrial        | Barcelona   | Les Corts             |
| Club Ferrol                  | Ferrol      | Inferniño             |
| RS Gimnástica de Torrelavega | Torrelavega | El Malecón            |
| Gimnàstic de Tarragona       | Tarragona   | Avinguda de Catalunya |
| UD Huesca                    | Huesca      | San Jorge             |
| UE Lleida                    | Lleida      | Camp d'Esports        |
| CD Logroñés                  | Logronyo    | Las Gaunas            |
| CA Osasuna                   | Pamplona    | San Juan              |
| CE Sabadell FC               | Sabadell    | Creu Alta             |
| UD Salamanca                 | Salamanca   | El Calvario           |
| CD Sant Andreu               | Barcelona   | Santa Coloma          |

### Classificació
| Pos | Equip                      | PJ | PG | PE | PP | GF | GC | DG  | Pts | Promoció, classificació o descens |
| --- | -------------------------- | -- | -- | -- | -- | -- | -- | --- | --- | --------------------------------- |
| 1   | CA Osasuna (P)             | 30 | 16 | 8  | 6  | 61 | 37 | +24 | 40  | Ascens a Primera Divisió          |
| 2   | Espanya Industrial (O)     | 30 | 16 | 5  | 9  | 65 | 43 | +22 | 37  | Promoció d'ascens                 |
| 3   | Real Avilés                | 30 | 16 | 5  | 9  | 59 | 46 | +13 | 37  | Promoció d'ascens                 |
| 4   | Alavés                     | 30 | 16 | 3  | 11 | 58 | 48 | +10 | 35  |                                   |
| 5   | CD Logroñés                | 30 | 14 | 6  | 10 | 59 | 44 | +15 | 34  |                                   |
| 6   | UE Lleida                  | 30 | 14 | 4  | 12 | 48 | 37 | +11 | 32  |                                   |
| 7   | Barakaldo CF               | 30 | 12 | 7  | 11 | 54 | 41 | +13 | 31  |                                   |
| 8   | UE Sant Andreu (R)         | 30 | 13 | 4  | 13 | 50 | 58 | −8  | 30  | Descens a Tercera Divisió         |
| 9   | Ferrol                     | 30 | 11 | 7  | 12 | 49 | 41 | +8  | 29  |                                   |
| 10  | Caudal                     | 30 | 11 | 6  | 13 | 45 | 48 | −3  | 28  |                                   |
| 11  | CE Sabadell                | 30 | 10 | 8  | 12 | 41 | 55 | −14 | 28  |                                   |
| 12  | Gimnástica Torrelavega (O) | 30 | 12 | 3  | 15 | 41 | 57 | −16 | 27  | Promoció de descens               |
| 13  | UD Salamanca               | 30 | 11 | 4  | 15 | 42 | 53 | −11 | 26  | Promoció de descens               |
| 14  | Gimnàstic (R)              | 30 | 10 | 5  | 15 | 37 | 56 | −19 | 25  | Descens a Tercera Divisió         |
| 15  | Huesca (R)                 | 30 | 8  | 7  | 15 | 36 | 48 | −12 | 23  | Descens a Tercera Divisió         |
| 16  | Burgos (R)                 | 30 | 6  | 6  | 18 | 34 | 67 | −33 | 18  | Descens a Tercera Divisió         |

### Resultats
| Casa \ Fora            | ALA | AVI | BAR | BUR | CAU | CON | NAS | GIM | HUE | LLE | LOG | OSA | RFE | SAB | SAL | STA |
| ---------------------- | --- | --- | --- | --- | --- | --- | --- | --- | --- | --- | --- | --- | --- | --- | --- | --- |
| Alavés                 | —   | 4–0 | 2–0 | 1–0 | 2–0 | 3–0 | 2–3 | 1–2 | 5–0 | 4–1 | 4–1 | 4–1 | 3–2 | 3–0 | 3–0 | 4–0 |
| Real Avilés            | 7–1 | —   | 0–0 | 2–0 | 1–0 | 2–0 | 3–0 | 3–2 | 3–0 | 3–1 | 3–1 | 2–1 | 1–0 | 4–0 | 4–1 | 5–0 |
| Barakaldo CF           | 6–0 | 3–1 | —   | 4–0 | 2–1 | 1–3 | 1–0 | 2–0 | 4–1 | 2–1 | 0–1 | 2–2 | 1–0 | 4–0 | 5–0 | 1–3 |
| Burgos                 | 2–2 | 3–0 | 2–2 | —   | 3–2 | 1–2 | 3–0 | 1–1 | 1–0 | 0–0 | 0–3 | 1–2 | 3–4 | 2–3 | 0–2 | 2–4 |
| Caudal                 | 2–0 | 4–0 | 1–0 | 2–3 | —   | 5–3 | 3–2 | 1–2 | 1–1 | 2–0 | 5–1 | 1–1 | 1–1 | 3–2 | 2–0 | 2–2 |
| Espanya Industrial     | 2–0 | 6–2 | 3–1 | 4–1 | 6–0 | —   | 0–1 | 5–2 | 3–0 | 1–3 | 1–1 | 2–2 | 4–1 | 1–1 | 2–0 | 1–1 |
| Gimnàstic              | 5–1 | 0–2 | 2–1 | 2–3 | 2–1 | 1–0 | —   | 4–3 | 1–1 | 1–0 | 1–1 | 1–3 | 2–2 | 0–0 | 2–1 | 0–1 |
| Gimnástica Torrelavega | 1–1 | 3–2 | 1–1 | 1–0 | 1–2 | 0–1 | 1–0 | —   | 4–3 | 2–0 | 3–0 | 1–0 | 0–1 | 4–3 | 3–1 | 0–1 |
| Huesca                 | 3–0 | 0–1 | 1–1 | 7–0 | 1–1 | 3–1 | 0–2 | 2–0 | —   | 1–0 | 3–0 | 2–0 | 1–1 | 1–2 | 1–2 | 1–1 |
| UE Lleida              | 3–2 | 2–1 | 2–2 | 4–0 | 3–0 | 0–1 | 2–1 | 4–0 | 1–0 | —   | 3–2 | 2–2 | 3–1 | 2–0 | 3–1 | 2–0 |
| CD Logroñés            | 3–0 | 7–2 | 4–1 | 3–0 | 0–0 | 1–4 | 3–0 | 3–1 | 4–0 | 3–0 | —   | 0–0 | 2–1 | 1–2 | 4–1 | 5–0 |
| CA Osasuna             | 2–1 | 1–1 | 1–0 | 2–0 | 2–1 | 2–3 | 6–1 | 6–1 | 3–0 | 1–0 | 4–0 | —   | 3–2 | 1–0 | 4–1 | 2–0 |
| Ferrol                 | 0–1 | 1–1 | 2–2 | 0–0 | 2–0 | 1–2 | 4–1 | 4–0 | 0–1 | 2–0 | 0–0 | 1–2 | —   | 4–0 | 2–1 | 4–0 |
| CE Sabadell            | 1–1 | 1–1 | 3–2 | 2–1 | 0–1 | 4–2 | 4–1 | 1–0 | 1–1 | 0–0 | 1–1 | 3–3 | 0–1 | —   | 3–2 | 2–1 |
| UD Salamanca           | 1–2 | 2–0 | 1–2 | 2–2 | 1–0 | 1–1 | 0–0 | 3–0 | 3–1 | 2–1 | 3–1 | 0–0 | 4–1 | 3–1 | —   | 3–0 |
| UE Sant Andreu         | 0–1 | 2–2 | 3–1 | 4–0 | 4–1 | 2–1 | 4–1 | 1–2 | 2–0 | 0–5 | 1–3 | 4–2 | 2–4 | 4–1 | 3–0 | —   |

| Golejador       | Gols | Equip          |
| --------------- | ---- | -------------- |
| Mauro Rodríguez | 19   | Real Avilés    |
| Luisito         | 17   | Real Avilés    |
| Enrique Malo    | 17   | Alavés         |
| Miquel Xirau    | 17   | UE Sant Andreu |
| Antonio Insa    | 16   | Caudal         |

| Porter              | Gols | Partits | Mitjana | Equip              |
| ------------------- | ---- | ------- | ------- | ------------------ |
| Goyo                | 30   | 27      | 1.11    | CA Osasuna         |
| Primitivo Eroles    | 30   | 27      | 1.11    | UE Lleida          |
| José María Munárriz | 34   | 26      | 1.31    | Real Avilés        |
| Pere Estrems        | 40   | 29      | 1.38    | Espanya Industrial |
| Rogelio Lozano      | 40   | 28      | 1.43    | Caudal             |

## Grup Sud

### Clubs participants
| Club                  | Ciutat                    | Estadi                |
| --------------------- | ------------------------- | --------------------- |
| CE Alcoià             | Alcoi                     | Estadi del Collao     |
| CE Atlètic Balears    | Palma                     | Son Canals            |
| Atlético Tetuán       | Tetuan                    | Sania Ramel           |
| CD Cacereño           | Càceres                   | Ciudad Deportiva      |
| RCD Córdoba           | Còrdova                   | El Árcangel           |
| Granada CF            | Granada                   | Los Cármenes          |
| Hèrcules CF           | Alacant                   | La Viña               |
| Real Jaén CF          | Jaén                      | La Victoria           |
| UD Las Palmas         | Las Palmas                | Insular               |
| RB Linense            | La Línea de la Concepción | San Bernardo          |
| RCD Mallorca          | Palma                     | Es Fortí              |
| UD Melilla            | Melilla                   | Álvarez Claro         |
| CD Mestalla           | València                  | Mestalla              |
| Reial Múrcia          | Múrcia                    | La Condomina          |
| Orihuela Deportiva CF | Oriola                    | Los Arcos             |
| AD Plus Ultra         | Madrid                    | Camp de Ciudad Lineal |

### Classificació
| Pos | Equip               | PJ | PG | PE | PP | GF | GC | DG  | Pts | Promoció, classificació o descens |
| --- | ------------------- | -- | -- | -- | -- | -- | -- | --- | --- | --------------------------------- |
| 1   | Real Jaén (P)       | 30 | 19 | 3  | 8  | 85 | 47 | +38 | 41  | Ascens a Primera Divisió          |
| 2   | Hèrcules CF         | 30 | 16 | 6  | 8  | 69 | 49 | +20 | 38  | Promoció d'ascens                 |
| 3   | Atlético Tetuán     | 30 | 15 | 6  | 9  | 66 | 39 | +27 | 36  | Promoció d'ascens                 |
| 4   | UD Las Palmas       | 30 | 16 | 3  | 11 | 55 | 38 | +17 | 35  |                                   |
| 5   | UD Melilla          | 30 | 14 | 5  | 11 | 55 | 53 | +2  | 33  |                                   |
| 6   | Mestalla            | 30 | 13 | 7  | 10 | 56 | 45 | +11 | 33  |                                   |
| 7   | CE Alcoià           | 30 | 14 | 2  | 14 | 70 | 64 | +6  | 30  |                                   |
| 8   | RCD Mallorca        | 30 | 11 | 8  | 11 | 47 | 59 | −12 | 30  |                                   |
| 9   | Granada CF          | 30 | 13 | 4  | 13 | 52 | 55 | −3  | 30  |                                   |
| 10  | Linense             | 30 | 13 | 3  | 14 | 53 | 61 | −8  | 29  |                                   |
| 11  | Reial Múrcia        | 30 | 11 | 7  | 12 | 53 | 43 | +10 | 29  |                                   |
| 12  | Orihuela (R)        | 30 | 12 | 2  | 16 | 51 | 75 | −24 | 26  | Promoció de descens               |
| 13  | Real Córdoba (R)    | 30 | 9  | 8  | 13 | 55 | 62 | −7  | 26  | Promoció de descens               |
| 14  | Atlètic Balears (R) | 30 | 10 | 3  | 17 | 50 | 75 | −25 | 23  | Descens a Tercera Divisió         |
| 15  | Plus Ultra (R)      | 30 | 7  | 8  | 15 | 57 | 70 | −13 | 22  | Descens a Tercera Divisió         |
| 16  | CP Cacereño (R)     | 30 | 7  | 5  | 18 | 40 | 79 | −39 | 19  | Descens a Tercera Divisió         |

### Resultats
| Casa \ Fora     | ALC | BAL | TET | CAC | GRA | HER | JAE | LPA | LNS | MAL | MEL | MES | MUR | ORI | RMC | COR |
| --------------- | --- | --- | --- | --- | --- | --- | --- | --- | --- | --- | --- | --- | --- | --- | --- | --- |
| CE Alcoià       | —   | 4–2 | 2–3 | 4–1 | 5–0 | 2–4 | 1–2 | 5–3 | 3–2 | 3–0 | 6–3 | 3–1 | 2–2 | 5–0 | 6–1 | 5–1 |
| Atlètic Balears | 3–1 | —   | 1–2 | 2–1 | 1–1 | 4–3 | 3–4 | 0–1 | 2–0 | 1–1 | 1–3 | 3–0 | 2–0 | 7–1 | 2–1 | 4–1 |
| Atlético Tetuán | 1–1 | 5–0 | —   | 3–0 | 3–0 | 1–2 | 3–1 | 1–1 | 1–2 | 5–0 | 2–0 | 1–1 | 3–1 | 7–0 | 5–1 | 2–2 |
| CP Cacereño     | 1–3 | 3–1 | 0–2 | —   | 1–3 | 1–1 | 2–1 | 1–4 | 5–1 | 2–2 | 5–3 | 1–1 | 2–1 | 3–0 | 2–2 | 2–2 |
| Granada CF      | 2–0 | 5–0 | 1–0 | 3–1 | —   | 0–0 | 3–1 | 1–0 | 5–0 | 3–1 | 2–0 | 0–1 | 1–1 | 6–0 | 4–0 | 5–1 |
| Hèrcules CF     | 3–1 | 3–1 | 3–1 | 2–0 | 3–3 | —   | 4–0 | 4–0 | 1–0 | 3–0 | 1–2 | 5–0 | 1–1 | 7–5 | 4–1 | 1–0 |
| Real Jaén       | 5–0 | 5–1 | 1–0 | 5–0 | 9–0 | 2–0 | —   | 5–1 | 3–1 | 4–3 | 5–0 | 4–2 | 3–2 | 5–1 | 5–2 | 2–0 |
| UD Las Palmas   | 3–0 | 5–0 | 3–4 | 3–0 | 3–1 | 1–0 | 4–0 | —   | 2–0 | 3–0 | 3–0 | 1–2 | 1–0 | 3–1 | 2–1 | 1–1 |
| Linense         | 4–1 | 4–2 | 1–1 | 3–0 | 3–1 | 4–1 | 2–1 | 2–1 | —   | 1–1 | 3–0 | 1–3 | 2–1 | 3–1 | 3–0 | 4–2 |
| RCD Mallorca    | 1–0 | 1–1 | 1–3 | 4–2 | 4–2 | 4–1 | 2–1 | 3–2 | 2–0 | —   | 1–1 | 2–1 | 4–0 | 0–3 | 3–1 | 2–1 |
| UD Melilla      | 5–1 | 2–0 | 2–0 | 3–0 | 1–0 | 2–2 | 0–3 | 0–0 | 4–1 | 1–1 | —   | 2–1 | 4–1 | 1–0 | 3–1 | 1–0 |
| Mestalla        | 3–0 | 6–0 | 1–4 | 1–0 | 3–0 | 1–1 | 0–1 | 0–1 | 4–3 | 3–0 | 2–2 | —   | 2–0 | 2–1 | 3–0 | 6–2 |
| Reial Múrcia    | 0–1 | 4–1 | 2–0 | 5–0 | 4–0 | 1–2 | 3–3 | 3–1 | 0–0 | 6–1 | 1–3 | 2–1 | —   | 3–1 | 1–1 | 4–0 |
| Orihuela        | 1–3 | 2–3 | 3–0 | 3–0 | 3–0 | 2–1 | 4–1 | 1–0 | 3–2 | 2–0 | 5–4 | 3–3 | 1–3 | —   | 1–0 | 0–0 |
| Plus Ultra      | 4–2 | 2–0 | 2–2 | 9–1 | 5–0 | 4–5 | 2–2 | 0–1 | 5–1 | 1–1 | 2–1 | 1–1 | 0–0 | 2–1 | —   | 2–2 |
| Real Córdoba    | 3–0 | 4–2 | 4–1 | 2–3 | 1–0 | 5–1 | 1–1 | 2–1 | 5–0 | 2–2 | 3–2 | 1–1 | 0–1 | 1–2 | 6–4 | —   |

| Golejador      | Gols | Equip       |
| -------------- | ---- | ----------- |
| Ángel Arregui  | 30   | Real Jaén   |
| Josep Vila     | 17   | UD Melilla  |
| José Caeiro    | 16   | Hèrcules CF |
| Antonio Picazo | 16   | CE Alcoià   |
| Juan Vázquez   | 16   | Plus Ultra  |

| Porter          | Gols | Partits | Mitjana | Equip         |
| --------------- | ---- | ------- | ------- | ------------- |
| Pepín           | 38   | 30      | 1.27    | UD Las Palmas |
| Francisco Gómez | 32   | 25      | 1.28    | Reial Múrcia  |
| Eleusis Quiles  | 35   | 22      | 1.59    | Hèrcules CF   |
| Candi           | 35   | 21      | 1.67    | Granada CF    |
| Pedro González  | 50   | 30      | 1.67    | UD Melilla    |

## Promoció d'ascens

### Classificació
| Pos | Equip                      | PJ | PG | PE | PP | GF | GC | DG | Pts | Promoció o descens      |
| --- | -------------------------- | -- | -- | -- | -- | -- | -- | -- | --- | ----------------------- |
| 1   | Deportivo de La Coruña (O) | 10 | 5  | 1  | 4  | 15 | 11 | +4 | 11  | Roman a Primera Divisió |
| 2   | Espanya Industrial (O)     | 10 | 4  | 3  | 3  | 20 | 12 | +8 | 11  |                         |
| 3   | Celta de Vigo              | 10 | 4  | 2  | 4  | 18 | 17 | +1 | 10  | Roman a Primera Divisió |
| 4   | Atlético Tetuán            | 10 | 4  | 2  | 4  | 15 | 13 | +2 | 10  |                         |
| 5   | Real Avilés                | 10 | 4  | 1  | 5  | 14 | 22 | −8 | 9   |                         |
| 6   | Hèrcules CF                | 10 | 4  | 1  | 5  | 12 | 19 | −7 | 9   |                         |

### Resultats
| Casa \ Fora            | TET | AVI | CEL | DEP | CON | HER |
| ---------------------- | --- | --- | --- | --- | --- | --- |
| Atlético Tetuán        | —   | 6–1 | 0–0 | 2–0 | 2–1 | 3–0 |
| Real Avilés            | 1–0 | —   | 4–1 | 1–0 | 1–3 | 2–0 |
| Celta de Vigo          | 4–1 | 4–2 | —   | 1–3 | 1–1 | 5–1 |
| Deportivo de La Coruña | 3–0 | 1–0 | 1–2 | —   | 0–0 | 3–1 |
| Espanya Industrial     | 1–1 | 6–1 | 3–0 | 1–3 | —   | 4–1 |
| Hèrcules CF            | 2–0 | 1–1 | 1–0 | 3–1 | 2–0 | —   |

## Promoció de descens

### Grup 1
| Pos | Equip                      | PJ | PG | PE | PP | GF | GC | DG  | Pts | Promoció o descens      |
| --- | -------------------------- | -- | -- | -- | -- | -- | -- | --- | --- | ----------------------- |
| 1   | Gimnástica Torrelavega (O) | 8  | 5  | 0  | 3  | 17 | 11 | +6  | 10  |                         |
| 2   | Cultural Leonesa (O, P)    | 8  | 4  | 0  | 4  | 21 | 19 | +2  | 8   | Ascens a Segona Divisió |
| 3   | Mataró                     | 8  | 4  | 0  | 4  | 17 | 16 | +1  | 8   |                         |
| 4   | UD Salamanca (R)           | 8  | 4  | 0  | 4  | 12 | 10 | +2  | 8   |                         |
| 5   | Sestao                     | 8  | 3  | 0  | 5  | 11 | 22 | −11 | 6   |                         |

| Casa \ Fora            | LEO | GIM | MAT | SAL | SES |
| ---------------------- | --- | --- | --- | --- | --- |
| Cultural Leonesa       | —   | 2–4 | 3–1 | 3–1 | 6–0 |
| Gimnástica Torrelavega | 1–0 | —   | 2–1 | 1–0 | 5–1 |
| Mataró                 | 7–2 | 3–2 | —   | 1–0 | 3–1 |
| UD Salamanca           | 1–2 | 2–1 | 4–1 | —   | 3–1 |
| Sestao                 | 4–3 | 2–1 | 2–0 | 0–1 | —   |

### Grup 2
| Pos | Equip             | PJ | PG | PE | PP | GF | GC | DG | Pts | Promoció o descens        |
| --- | ----------------- | -- | -- | -- | -- | -- | -- | -- | --- | ------------------------- |
| 1   | España Tánger (P) | 6  | 3  | 2  | 1  | 12 | 5  | +7 | 8   | Ascens a Segona Divisió   |
| 2   | Llevant UE        | 6  | 3  | 2  | 1  | 15 | 11 | +4 | 8   |                           |
| 3   | Real Córdoba (R)  | 6  | 1  | 3  | 2  | 13 | 16 | −3 | 5   | Descens a Tercera Divisió |
| 4   | Calvo Sotelo      | 6  | 1  | 1  | 4  | 12 | 20 | −8 | 3   |                           |

| Casa \ Fora   | PUE | ESP | LEV | COR |
| ------------- | --- | --- | --- | --- |
| Calvo Sotelo  | —   | 2–2 | 1–3 | 5–0 |
| España Tánger | 5–0 | —   | 1–0 | 2–0 |
| Llevant UE    | 5–3 | 1–0 | —   | 3–3 |
| Real Córdoba  | 5–1 | 2–2 | 3–3 | —   |

### Grup 3
| 24 de maig de 1953 | Orihuela                    | 2-1     | CD Tenerife | Oriola                      |  |
|                    | Gallardo 55' · Calabuig 75' | Informe | Antonio 35' | Los Arcos · Asensi Martín · |  |

| 31 de maig de 1953 | CD Tenerife                    | 3-0 (Total: 4-2) | Orihuela | Santa Cruz de Tenerife                  |  |
|                    | Paquillo 35' · Julito 55', 80' | Informe          |          | Heliodoro Rodríguez López · Azón Roma · |  |

## Resultats finals
- Campió: Atlético Osasuna, Real Jaén CF.
- Ascens a Primera divisió: Atlético Osasuna, Real Jaén CF.
- Descens a Segona divisió: CD Málaga, Real Zaragoza CD.
- Ascens a Segona divisió: CD Badajoz, CE Castelló, Cultural Leonesa, SD Eibar, SD Escoriaza, UD España, Jerez CD, CP La Felguera, CD Tenerife.
- Descens a Tercera divisió: Orihuela, Real Córdoba, Atlètic Balears, Plus Ultra, Cacereño, UE Sant Andreu, Gimnàstic, Huesca, Burgos.